# Michael L. Simmons
Michael L. Simmons (Nova York, 5 d'abril de 1896 - Maplewood, febrer de 1980) va ser un escriptor i guionista estatunidenc. La pel·lícula de 1933 The Bowery es va basar en la seva novel·la Chuck Connors

## Filmografia
- First Aid (1931)
- The Honor of the Press (1932)
- The Bowery (1933)
- The Awakening of Jim Burke (1935)
- The Raven (1935)
- Girl of the Ozarks (1936)
- Venus Makes Trouble (1937)
- All American Sweetheart (1937)
- Murder in Greenwich Village (1937)
- Little Miss Roughneck (1938)
- Juvenile Court (1938)
- Flight to Fame (1938)
- Squadron of Honor (1938)
- The Little Adventuress (1938)
- Tropic Fury (1939)
- Missing Daughters (1939)
- Romance of the Redwoods (1939)
- Mutiny on the Blackhawk (1939)
- Scattergood Baines (1941)
- Scattergood Meets Broadway (1941)
- Scattergood Rides High (1942)
- Scattergood Survives a Murder (1942)
- Eyes of the Underworld (1942)
- Cinderella Swings It (1943)
- The Crime Smasher (1943)
- Two Weeks to Live (1943)
- They Live in Fear (1944)
- Landrush (1946)